# Botryosphaeria acaciae
Botryosphaeria acaciae är en svampart som först beskrevs av Clifford George Hansford, och fick sitt nu gällande namn av Dingley 1970. Botryosphaeria acaciae ingår i släktet Botryosphaeria och familjen Botryosphaeriaceae.   Inga underarter finns listade i Catalogue of Life.